# 조선민주주의인민공화국 국가자원개발성
국가자원개발성(國家資源開發省)은 지하 자원 탐사 업무를 관장하는 조선민주주의인민공화국 내각의 중앙 행정기관이다. 실제 자원의 개발과 생산은 채취공업성이나 석탄공업성에서 맡고 있다.

## 연혁
- 2010년 12월 :  채취공업성 산하의 국가자원개발지도국을 성(省)으로 승격[1]

## 산하 기구
- 광물자원조사국
- 지질총국
- 탐사지도국
- 중앙광물자원조사단

## 역대 국가자원개발상
- 리춘삼 : 2013년 4월 ~ 2019년 4월
- 김철수 : 2019년 4월 ~ 2021년 1월
- 김충성 : 2021년 1월 ~